# 菲洛勞斯
菲洛勞斯（英語：Philolaus，前470年—前385年），古希腊毕达哥拉斯学派哲学家之一，约于公元前450年前往底比斯。现存一些残篇归其名下，例如地球非宇宙中心说。